# Heimerdingen
Heimerdingen is een plaats in de Duitse gemeente Ditzingen, deelstaat Baden-Württemberg, en telt 3533 inwoners.

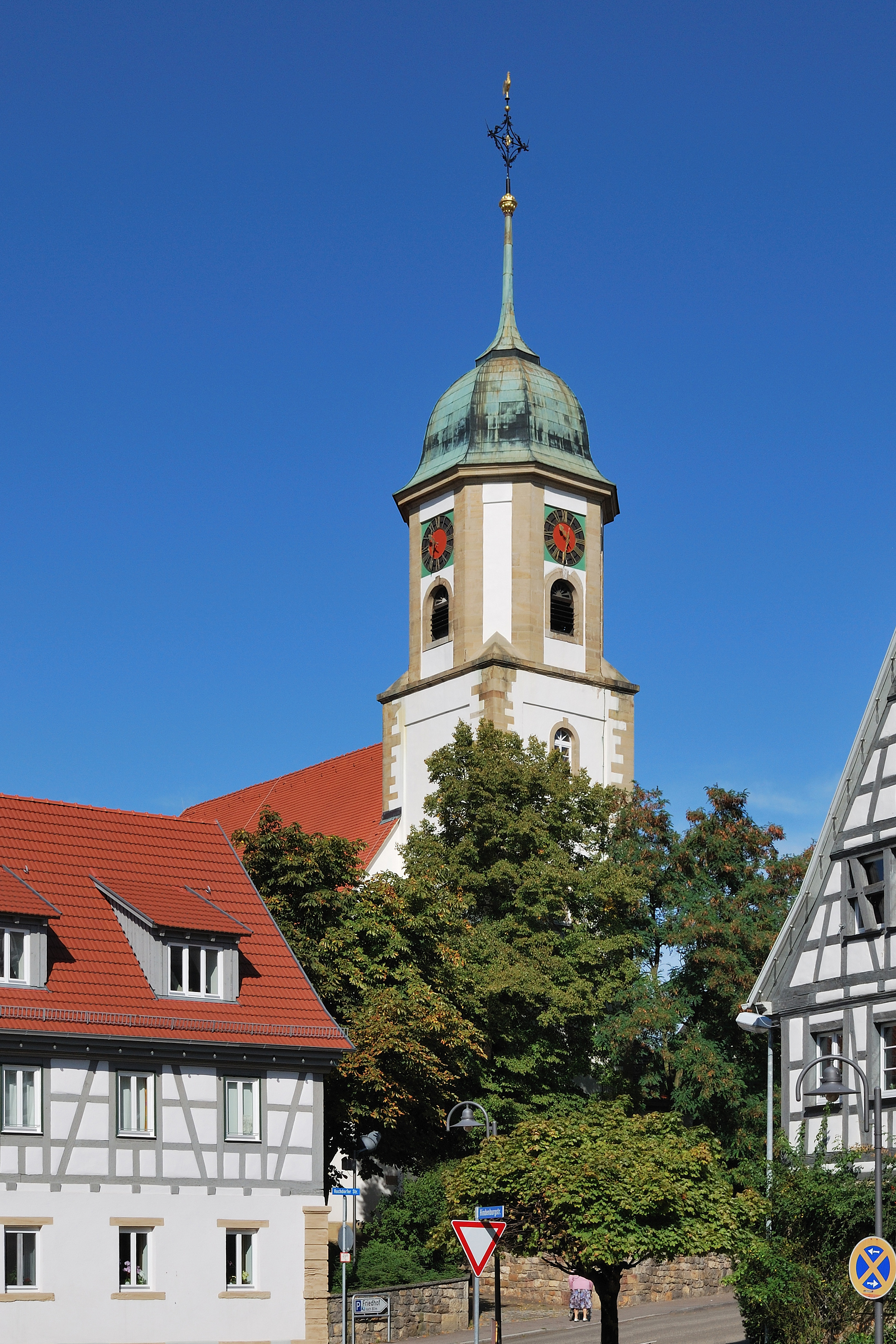
Kerk van St Petrus en St Paulus
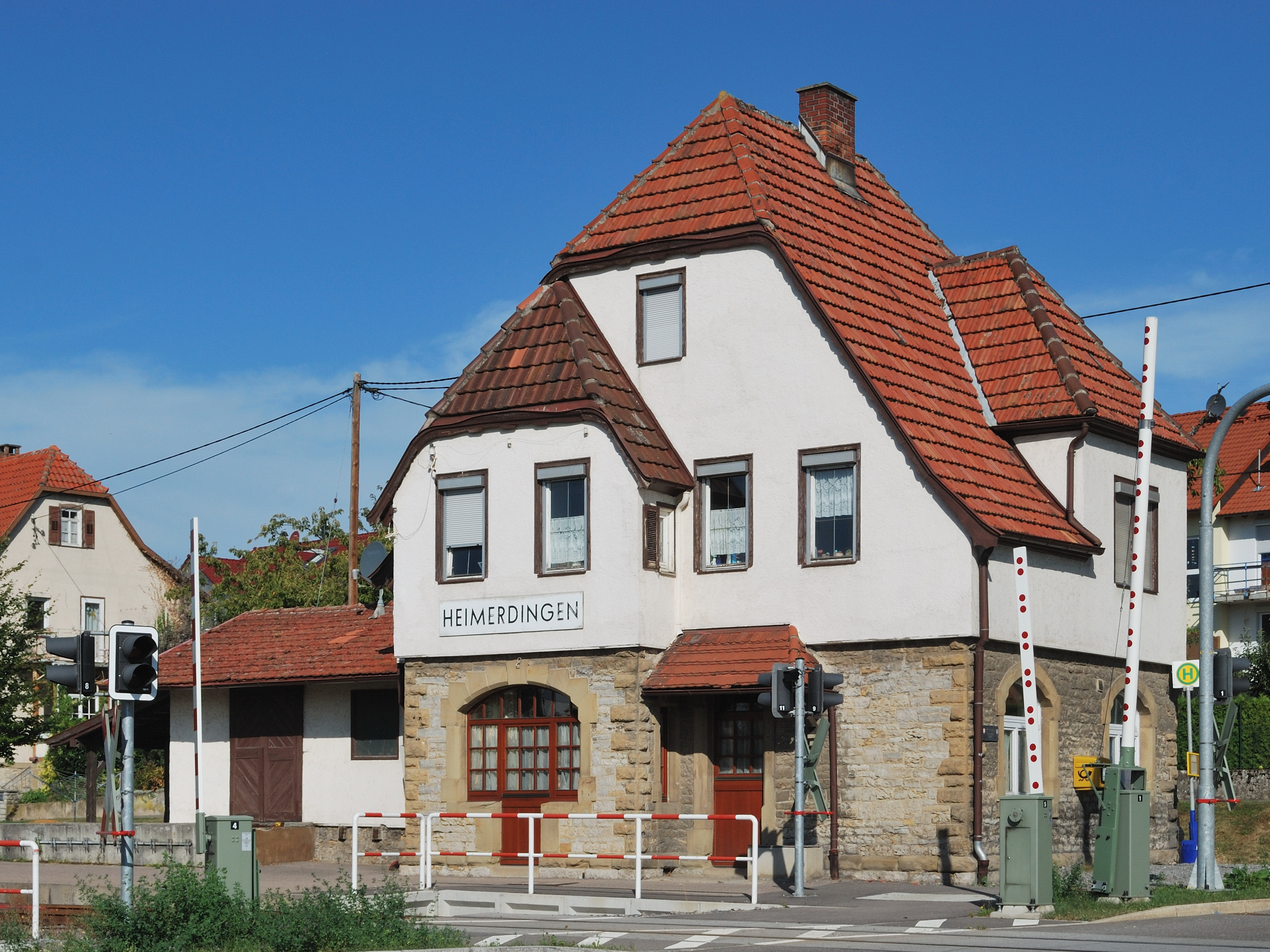
Station van Heimerdingen